# Solange Paiva Vieira
Solange Paiva Vieira (Valença,1969) é uma economista brasileira. Foi diretora-presidente da Agência Nacional de Aviação Civil (ANAC) e, também, considerada pela Revista Época uma dos 100 brasileiros mais influentes do ano de 2009.

## Formação acadêmica
É bacharel em Economia pela Universidade Federal de Juiz de Fora. Fez pós-graduação em Ciências Contábeis e mestrado em Economia, ambos na Fundação Getulio Vargas. Seu orientador no mestrado foi o ex-diretor do Banco Central no governo Fernando Henrique Cardoso e atual diretor-executivo do Banco Itaú, Sérgio Werlang.
Foi professora de Economia na Pontifícia Universidade Católica do Rio de Janeiro (PUC-Rio) e na Universidade Candido Mendes, ambas no Rio de Janeiro.

## Carreira profissional

### BNDES
Em 1993, ingressou, através de concurso público, no Banco Nacional de Desenvolvimento Econômico e Social (BNDES). Como técnica atuou nas áreas de crédito, planejamento e financeira. Foi gerente da área de crédito (cargo que ocupava quando foi convidada para a ANAC), gerente das áreas financeira e internacional e, também, assessora da presidência, quando Andrea Sandro Calabi era o presidente, de julho de 1999 a fevereiro de 2000. Quando Calabi saiu, surpreendeu os colegas ao se recusar trabalhar com seu substituto, Francisco Roberto André Gros, que era considerado por ela muito liberal.

### Ministério da Previdência
No Ministério da Previdência Social, foi responsável pela criação do fator previdenciário, que ajusta o valor dos benefícios de aposentadoria.
Ingressou no indigitado órgão em 1999, na condição de assessora, e, no ano de 2000, assumiu o comando da Secretaria de Previdência Complementar (SPC). Atuou na referida Secretaria pelo período aproximado de 8 (oito) meses. Em seguida, assumiu a presidência da Telos, fundo de pensão da Embratel, permanecendo ali pelo período de aproximadamente 1 (um) ano.
Após esse período, assumiu a Secretaria de Administração da Advocacia Geral da União (AGU), foi Presidente do Fundo de Pensão da Embratel, assessora da Presidência do Supremo Tribunal Federal (STF) e, posteriormente, em meio à crise do setor aéreo, assumiu a presidência da ANAC (Agência Nacional de Aviação Civil) no fim primeiro governo do presidente Lula.

### Agência Nacional de Aviação Civil
Foi indicada para a ANAC pelo então ministro da defesa, Nelson Jobim. Sob seu comando foram instituídas várias instruções normativas e atualizações de regulamentações. Também foi adotado um sistema de ponto eletrônico para controlar a frequência dos funcionários.
Sua entrada se deu em meio à crise no sistema de aviação civil que ficou conhecida como "caos aéreo", que provocou a renúncia do seu antecessor.

### Superintendência de Seguros Privados
Solange foi indicada para assumir a Superintendência da SUSEP pelo ministro da economia, Paulo Guedes. Seu comando está sendo marcado por iniciativas de modernização do setor e da estrutura da autarquia. Dentre elas, é possível destacar algumas como: 
- Registro de Operações de Seguros - Projeto que tem como objetivo a construção de uma base de dados de inteligência para uso pela Susep e por outros atores do mercado de seguro;
- Sandbox regulatório - Projeto que tem como objetivo a construção de um ambiente seguro para a inovação no setor, através da seleção de projetos inovadores, focados em tecnologia e redução de custos para o consumidor;
- Segmentação e proporcionalidade na regulação prudencial - Aplicação proporcional das regras prudenciais, de acordo com o porte e a complexidade das empresas do setor. Há ainda a redução do capital-base para supervisionadas de menor porte e complexidade, que ficaria entre R$ 3,6 milhões e R$ 8,1 milhões, de acordo com o segmento de cada organização;
- Além de uma profícua revisão normativa completa com o objetivo de simplificar e modernizar o mercado.